# Agnieszka Kwiatkowska-Gurdak
Agnieszka Anna Kwiatkowska-Gurdak (ur. 14 czerwca 1980 w Bydgoszczy) – polska prawniczka, oficer Policji oraz funkcjonariuszka Centralnego Biura Antykorupcyjnego, w latach 2023–2024 pełniąca obowiązki szefowej CBA, w latach 2024–2025 szef CBA.

## Życiorys
Absolwentka Wydziału Prawa i Administracji Uniwersytetu Mikołaja Kopernika w Toruniu.
W latach 2004–2015 pełniła służbę w Centralnym Biurze Śledczym Policji, którą zakończyła w stopniu komisarza policji. W okresie 2004–2007 specjalizowała się w prowadzeniu postępowań przygotowawczych kryminalno-narkotykowych w Wydziale do Zwalczania Zorganizowanej Przestępczości Kryminalnej i Narkotykowej. W latach 2007–2015 prowadziła postępowania przygotowawcze w Wydziale do Zwalczania Zorganizowanej Przestępczości Ekonomicznej. W 2014 roku na podstawie rozkazu personalnego Komendanta Głównego Policji, w ramach realizacji programu IPA Placement Programme, odbyła staż zawodowy w Police Service of Northern Ireland.
Od 2015 służy w Centralnym Biurze Antykorupcyjnym. W latach 2015–2023 w pionie operacyjno-śledczym, w którym zajmowała kierownicze stanowisko w Delegaturze CBA w Bydgoszczy. Od grudnia 2023 do marca 2024 pełniąca obowiązki szefowej CBA, po odwołaniu z tej funkcji Andrzeja Stróżnego. Od marca 2024 do lutego 2025 była szefową tej służby.
Posługuje się językiem angielskim, niemieckim i rosyjskim.

## Życie prywatne
Jest zamężna. Interesuje się kynologią. Jest członkiem bydgoskiego oddziału Związku Kynologicznego w Polsce i miłośniczką psów rasy Chihuahua.

## Odznaczenia
- Brązowy Medal za Długoletnią Służbę (2021)[2]